# Óscar Eyraud Adams
Óscar Eyraud Adams (c. 1986-24 de septiembre de 2020) fue un activista indígena mexicano conocido por hacer campaña a favor de los derechos del agua del pueblo Kumiai en Baja California y contra el despojo de los suministros de agua por parte de empresas internacionales.

## Biografía
Eyraud nació en Tecate, Baja California. Era miembro de la comunidad Kumiai de Juntas de Nejí. La prima de Eyraud, Zulema Adams Pereyra, era la presidenta municipal de Tecate.

### Activismo
En 2020, Eyraud recibió la atención de la prensa local después de que se publicara un video de él que mostraba cómo sus cultivos se habían secado después de la desviación de la fuente de agua de la comunidad. Eyraud criticó la negativa de la Comisión Nacional del Agua (CONAGUA) a otorgarle a la comunidad Kumiai en Juntas de Nejí el uso de un pozo, mientras que al mismo tiempo otorgó pozos a empresas locales, incluyendo al menos doce a una fábrica local de Heineken. Además de su trabajo sobre los derechos del acceso al agua, Eyraud también fue un defensor de otros derechos para los pueblos indígenas de México, incluido el derecho a la autodeterminación.
Fuera de su defensa del pueblo Kumiai, Eyraud también se pronunció a favor de la Coordinadora Nacional de Trabajadores de la Educación (CNTE) y sus protestas contra las reformas educativas que se realizaron durante la presidencia de Enrique Peña Nieto. Eyraud también se pronunció en contra de las desapariciones forzadas.

### Asesinato
El 24 de septiembre de 2020, Eyraud fue perseguido por el callejón Libertad y asesinado a tiros fuera de su casa en Tecate por varios asesinos que conducían dos vehículos con parabrisas tintados. Eyraud fue uno de los 30 activistas asesinados en México en 2020. Se informó que sus asesinos tenían vínculos con el narcoestado. Tras el asesinato de Eyraud, el Congreso Nacional Indígena del Noroeste y la Red Regional de Resistencia y Rebeliones del Noroeste le rindieron homenaje, llamándolo "un luchador social por los derechos de los pueblos indígenas".
El día después de la muerte de Eyraud, su cuñado fue asesinado a tiros en una tienda en Tecate.